# Liste des maires de Mont-de-Marsan
Cet article dresse une liste par ordre de mandat depuis 1793 des maires de Mont-de-Marsan, chef-lieu du département français des Landes.

## Origines
Le vicomte Pierre de Marsan ne crée pas d'institution municipale (mayretat en gascon) au moment de la fondation de Mont-de-Marsan entre 1133 et 1141 ni dans les années qui suivent. Il donne en revanche à la ville une  charte de franchises. Son texte n'est pas parvenu jusqu'à nous mais elle est attestée par une mention que sa descendante, la vicomtesse Constance de Moncade, en fait au XIIIe siècle : dans une nouvelle franchise qu'elle accorde aux Montois, elle précise en effet que son ancêtre Pierre avait accordé des coutumes aux habitants de la ville nouvelle. La charte de franchises de Pierre règle les rapports entre les habitants et leur seigneur, leurs droits et devoirs respectifs. Le vicomte doit aux habitants sa protection, ce qui est le devoir de tout seigneur. Il s'engage en outre à ne pas exercer sa justice contre l'abbé de Saint-Sever et à ne s'en prendre ni à sa maison ni à ses biens. Les habitants doivent quant à eux obéissance, loyauté et payer l'impôt à leur seigneur.
La charte régit en outre les rapports entre les habitants, dresse la frontière entre ce qu'ils ont le droit de faire ou pas et les sanctions auxquels ils s'exposent en cas de crime ou délit. Pierre de Marsan fait don d'une partie des droits de péage aux habitants pour qu'ils érigent et entretiennent les remparts de Mont-de-Marsan. Cela implique qu'ils sont autorisés à administrer une partie des affaires de la cité, qu'ils ont des représentants choisis parmi eux pour s'adresser au seigneur, ce qui constitue un premier embryon d'organisation municipale. Vicomte et habitants de la nouvelle ville s'obligent à respecter les dispositions de la charte en prêtant serment sur l'autel de l'église de Saint-Pierre-du-Mont. 
Il faut attendre le milieu du XIIIe siècle et le vicomte Gaston VII de Béarn pour trouver la première mention d'un maire et de son assemblée communale. La création de la première mairie et du sceau de Mont-de-Marsan est donc située entre 1240, date à laquelle Gaston VII  devient vicomte de Marsan par mariage, et 1259, date de la première mention de la mairie. Maire, jurats et sceau sont accordés par l'intermédiaire d'une nouvelle coutume. On ignore le mode de nomination du maire à l'époque et des 29 jurats mais il est certain que l'âge des candidats, le nombre d'années qu'ils ont vécu en ville et leur niveau de revenus sont des critères déterminants (ils resteront en vigueur jusqu'à l'établissement de la République française la fin du XIXe siècle). Maires et jurats successifs de Mont-de-Marsan prêtent serment jusqu'en 1789 sur l'autel de l'église de Saint-Pierre-du-Mont en souvenir de la première cérémonie autour de la charte de Pierre de Marsan, en prononçant les mots suivants :
« Je jure par Dieu vivant et par Saint Pierre que je serai bon et loyal à la ville, que j'en procurerai les biens et éviterai les maux, que je ne ferai jamais chose douteuse sans conseil, que je ferai justice au petit comme au grand, de même que les autres maires et mieux encore, ainsi me puissent toujours aider et mon Dieu, et Saint Pierre ». 

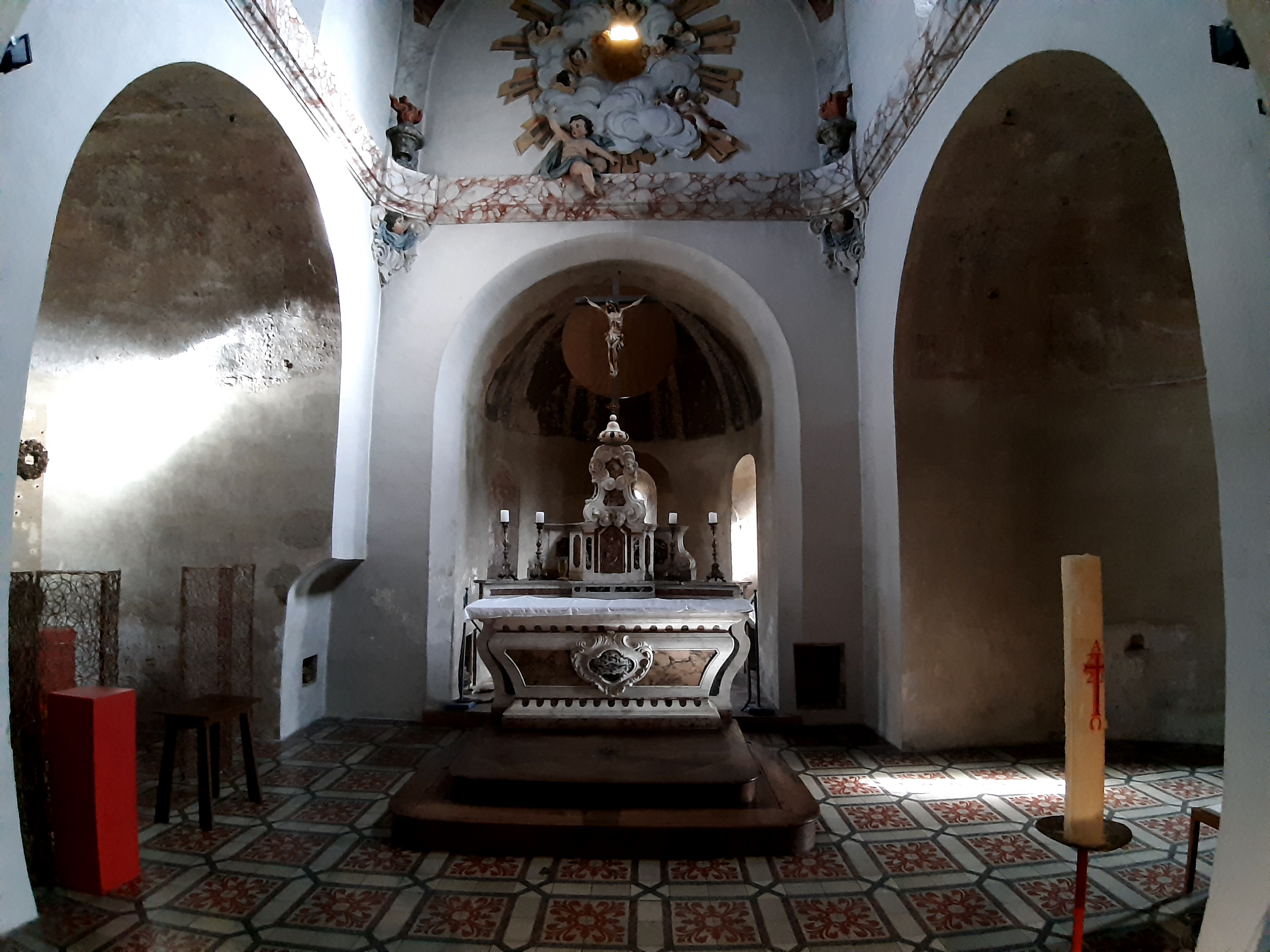
Autel de l'église de Saint-Pierre-du-Mont, abside et absidioles organisées selon un plan bénédictin

A son avènement, chaque nouveau vicomte doit prêter serment de respecter les coutumes car elles accordent d'importantes libertés à l'administration municipale et reçoit l'hommage de ses vassaux, selon un rite immuable et en un lieu symbolique. En 1346, le jeune vicomte Gaston Fébus, devenu majeur, prête ainsi serment devant l'assemblée communale de la ville et reçoit l'hommage de ses vassaux au château Vieux. S'il confirme les libertés aux édiles, il ne transige pas avec le respect qui lui est dû. Ainsi, en 1376, à la suite du refus de la ville de lui fournir des prestations en nature et de payer les impôts des années passées, il fait jeter les 29 jurats en prison au château de Pau jusqu'à ce que les habitants paient les arriérés et les pénalités de retard. Par souci d'harmonisation administrative, Gaston Fébus signe le 12 septembre 1379 de nouveaux fors, faisant évoluer les franchises de la ville pour les rapprocher des fors de Béarn applicables dans ses autres possessions. Ces textes juridiques fixent les règles de police, de procédure pénale (y compris les émoluments dus au vicomte en cas de procès), de pratiques commerciales (règlements des marchés, taxes sur les marchandises, les denrées alimentaires, le vin), de successions (le droit d'aînesse y est notamment réaffirmé). En 1592, Henri IV confirme les privilèges de la ville. 

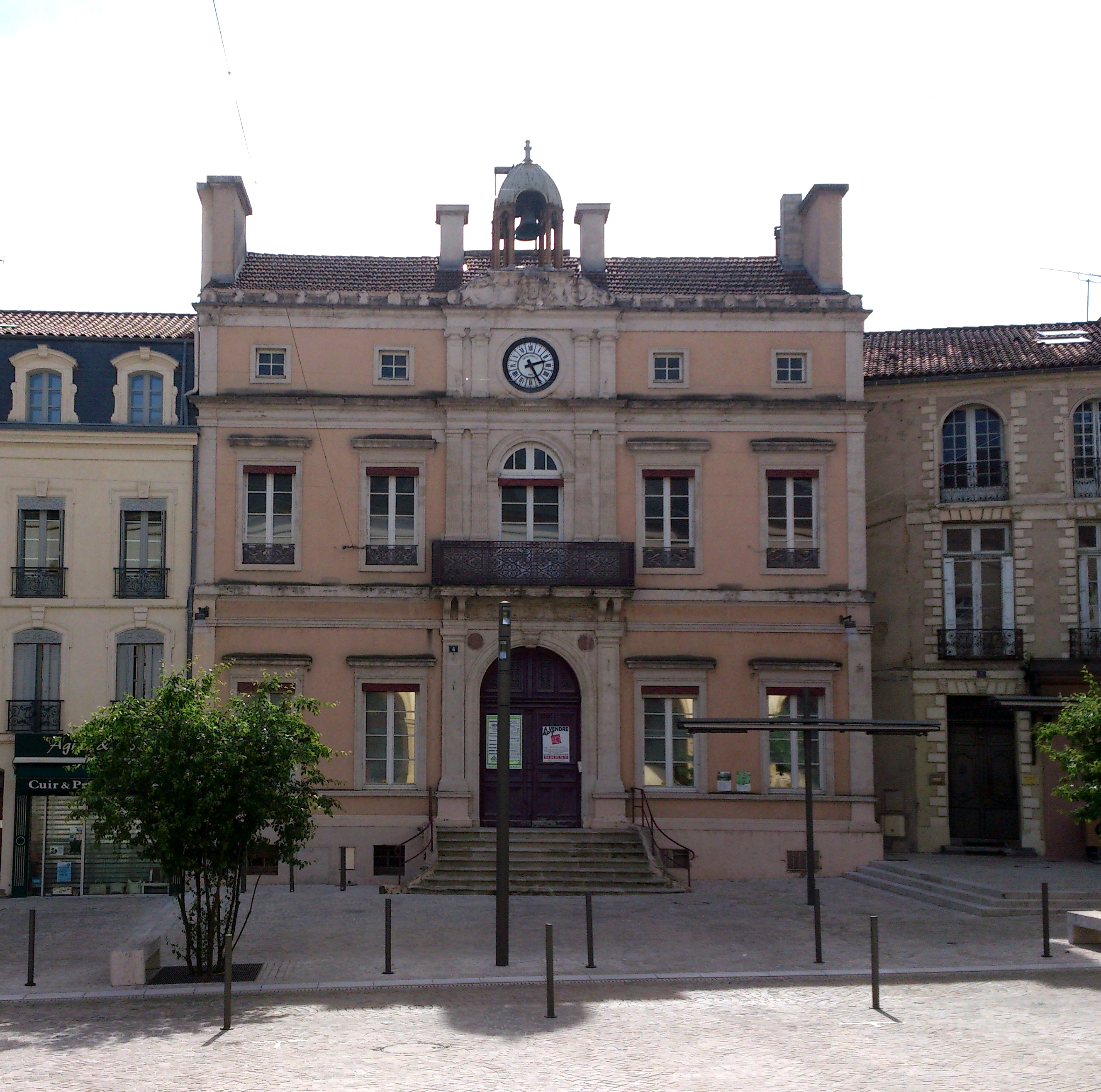
L'ancien hôtel de ville de Mont-de-Marsan (1846-1946)

## Liste des maires
L'histoire des communes, en tant qu'institution, commence formellement avec le décret du 12 novembre 1789. Elles succèdent aux communautés, seigneuries et paroisses de l'Ancien Régime. Le premier maire de la commune de Mont-de-Marsan est élu en 1793.
| Période                                  | Période        | Identité                               | Étiquette     | Qualité |
| ---------------------------------------- | -------------- | -------------------------------------- | ------------- | --- |
| Les données manquantes sont à compléter. |                |                                        |               | |
| 1793                                     |                | M. Cazade                              |               | |
| 1794                                     | 1800           | Jean Laurans                           |               | |
| 1804                                     |                | Antoine Dufau                          |               | Médecin, procureur-syndic de Mont-de-Marsan |
| 1808                                     | 1815           | Laurent Marc Antoine du Lyon de Campet |               | |
| 1815                                     |                | M. Cadilhon                            |               | Maire provisoire |
| 1815                                     |                | Laurent Marc Antoine du Lyon de Campet |               | |
| 1816                                     | 1819           | M. de Rivière                          |               | |
| 1819                                     |                | Pierre de Couzin                       |               | Baron d'Empire |
| 1824                                     |                | Vicomte de Carrère                     |               | |
| 1829                                     |                | Édouard Brettes                        |               | |
| 1830                                     | 1832           | Jean Bié                               |               | Négociant |
| 1832                                     | 1839           | Julien Dufau                           |               | Médecin, fils d'Antoine Dufau |
| 1840                                     |                | M. Marrast                             |               | |
| 1841                                     | 1848           | Julien Dufau                           |               | |
| 1848                                     | 1852           | Bernard Henri Soubiran                 |               | |
| 1852                                     | 1858           | Fortis Adolphe Marrast                 |               | Négociant, conseiller général des Landes (1858-1866) |
| 1859                                     | 1865           | Antoine Lacaze                         |               | |
| 1865                                     | 1867           | Fortis Adolphe Marrast                 |               | |
| 1867                                     | 1870           | Antoine Lacaze                         |               | |
| 1871                                     | 1873           | M. Cazade                              |               | |
| 1873                                     | 1875           | M. Roussoulet                          |               | 1er adjoint faisant fonction de maire |
| 1875                                     | 1882           | Noël Louis Charles Pazat               |               | |
| 1882                                     | 1883           | M. Descorps                            |               | |
| 1884                                     | 1888           | Noël Louis Charles Pazat               |               | |
| 1888                                     | 1890           | Michel Arnaudin (1849-1932)            |               | Notaire |
| 1890                                     | 1892           | Émile Gobert                           |               | |
| 1892                                     | 1893           | M. Malichecq                           |               | Docteur |
| 1893                                     | 1895           | Paul Dorian                            |               | |
| 1895                                     | 1901           | Ferdinand de Candau                    |               | Conseiller général du canton de Mont-de-Marsan (1897-1898) |
| 1901                                     | 1909           | Adhémar Galop                          |               | |
| 1909                                     | 1910           | Louis Grouille                         |               | |
| 1910                                     | 1919           | Ernest Daraignez                       | Républicain   | Médecin Sénateur (1920-1940) Conseiller général du canton de Mont-de-Marsan (1898-1934) |
| 1919                                     | 1921           | Charles Bartalot                       |               | |
| 1921                                     | 1924           | Théodore Foix                          |               | |
| 1924                                     | 1925           | Louis Tixier                           |               | |
| 1925                                     | 1929           | Ernest Arnaudin (1880-1960)            |               | Fils de l'ancien maire, Michel Arnaudin. Avoué puis avocat et bâtonnier au barreau de Mont-de-Marsan Président du Syndicat des sylviculteurs du Sud-Ouest |
| 1929                                     | 1932           | Maxime Faget                           | Radical       | Vétérinaire Conseiller général du canton de Mont-de-Marsan (1934-1940) |
| 1932                                     | 1944           | Jean Larrieu                           |               | Charcutier |
| 1944                                     | 1947           | Marcel David                           | SFIO          | Censeur de lycée Député (1945-1958) Conseiller général du canton de Mont-de-Marsan (1945-1949) |
| 1947                                     | 1962           | Robert Besson                          | UNR           | Cadre d'entreprise Député (1956-1958) Conseiller général du Canton de Mont-de-Marsan-Nord (1949-1961) |
| 1962                                     | 1983           | Charles Lamarque-Cando                 | SFIO puis DVG | Député (1946-1958) Conseiller général du canton de Mont-de-Marsan (1967-1973) Conseiller général du Canton de Mont-de-Marsan-Nord (1973-1979) |
| 1983                                     | 2008           | Philippe Labeyrie                      | PS            | Sénateur (1983-2011) Conseiller général du Canton de Mont-de-Marsan-Nord (1979-1989) |
| 2008                                     | 7 juillet 2017 | Geneviève Darrieussecq                 | MoDem         | Présidente de Mont-de-Marsan Agglomération (2009-2017) Conseillère régionale d'Aquitaine (2004-2015) Conseillère départementale du canton de Mont-de-Marsan-2 (2015-2017) Présidente de la Fédération hospitalière de France Nouvelle-Aquitaine Députée (2017) Puis membre du gouvernement sous la Présidence d'Emmanuel Macron |
| 7 juillet 2017,                          | En cours       | Charles Dayot,                         | SE            | Président de Mont-de-Marsan Agglomération (2017-) Directeur régional de Natixis Interépargne |